# Clemenshammer
Clemenshammer ist ein zu der nordrhein-westfälischen Großstadt Remscheid gehörender Wohnplatz mit gut 80 Einwohnern.

## Lage
Die Wohnstelle liegt im Norden von Remscheid nahe der Stadtgrenze zu Wuppertal. Sie gehört heute zu den Stadtbezirken Alt-Remscheid (Stadtteil Kratzberg) und Lüttringhausen (Stadtteil Lüttringhausen-West). Bis zur Gründung der bergischen Großstädte im Jahre 1929 war die Ortschaft auf die damals selbständigen Städte Remscheid, Lüttringhausen und Cronenberg aufgeteilt.
Clemenshammer liegt im Morsbachtal an der Mündung der Gelpe in den Morsbach.

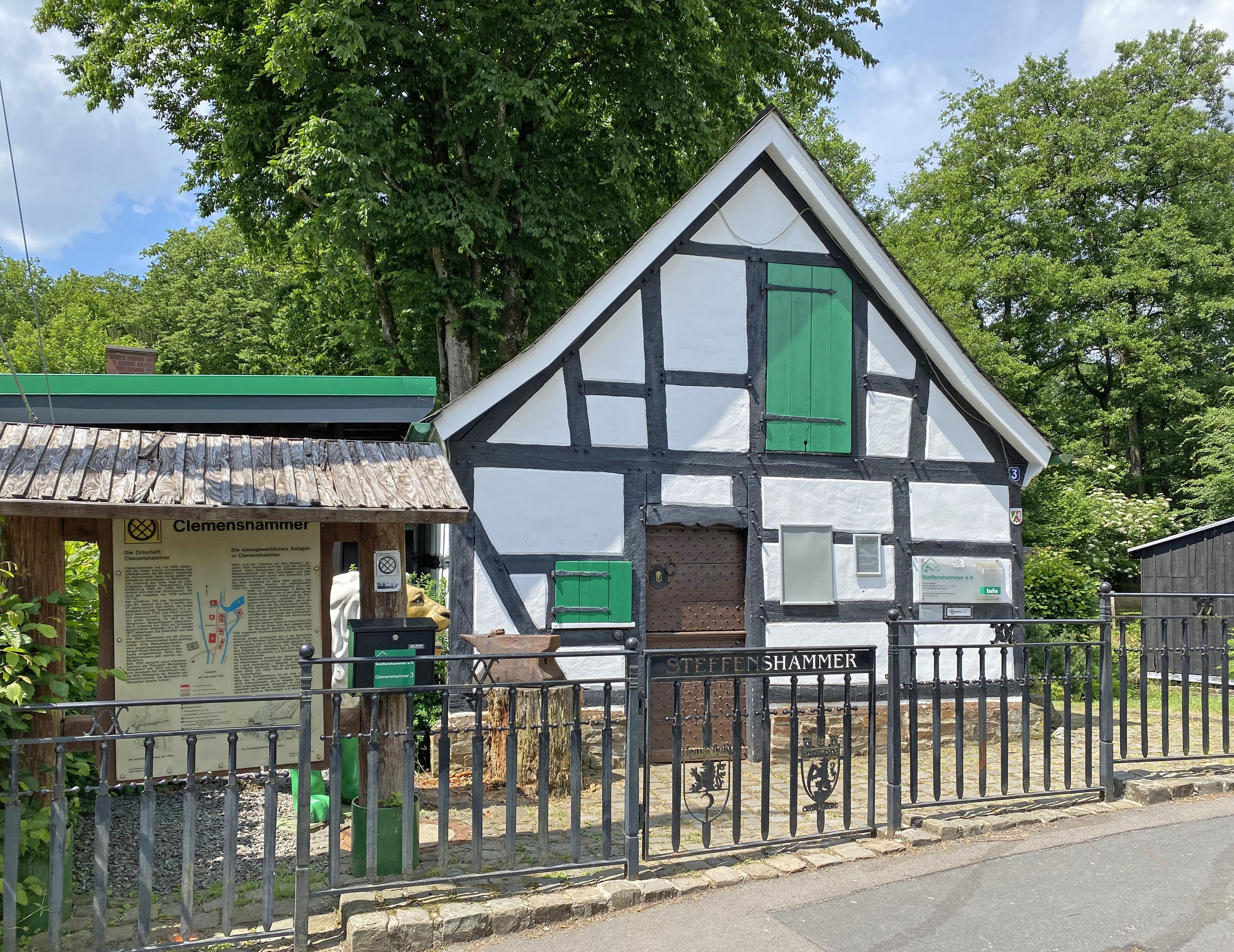
Eingangsbereich Steffenshammer

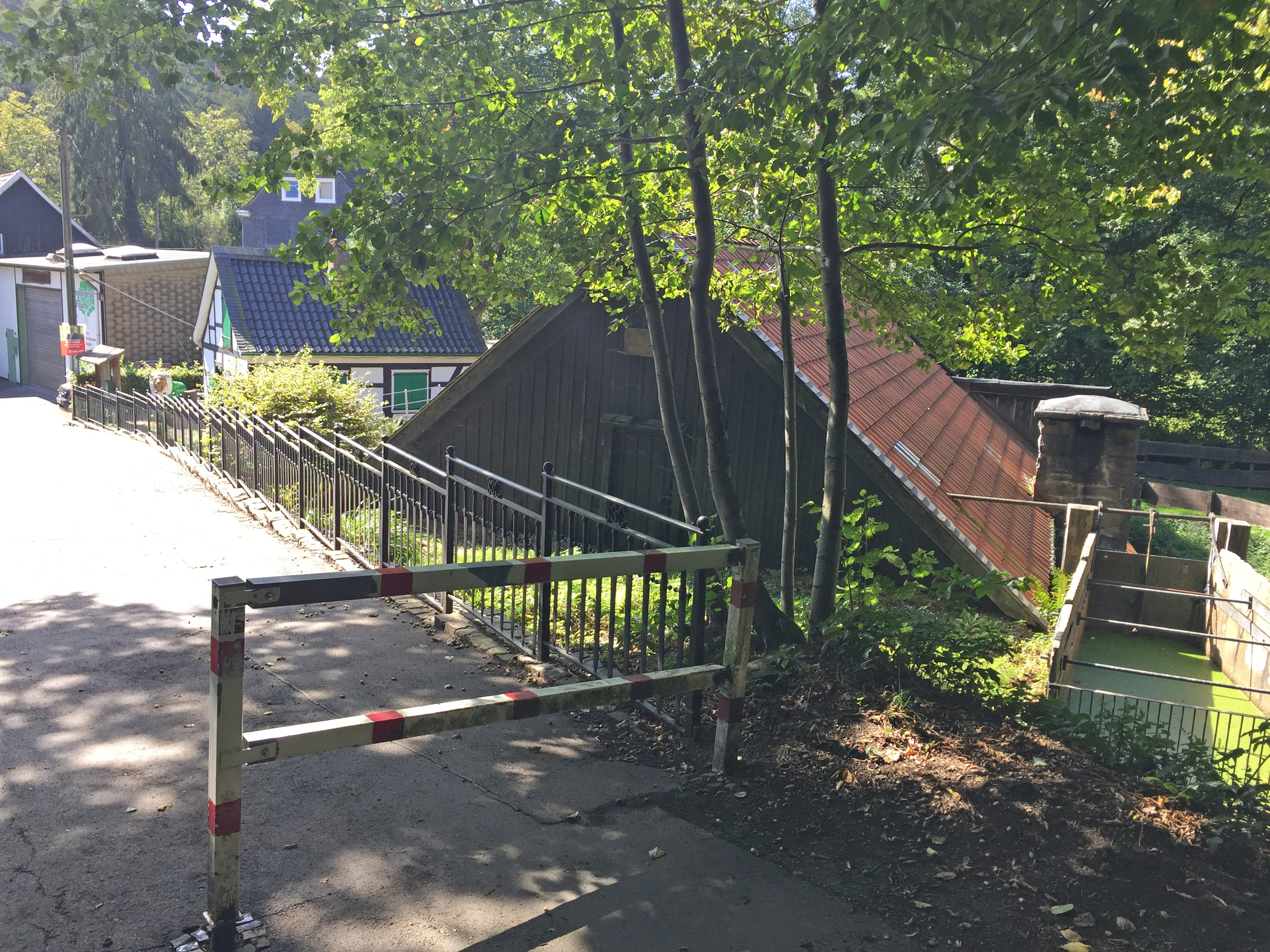
Baudenkmal Steffenshammer

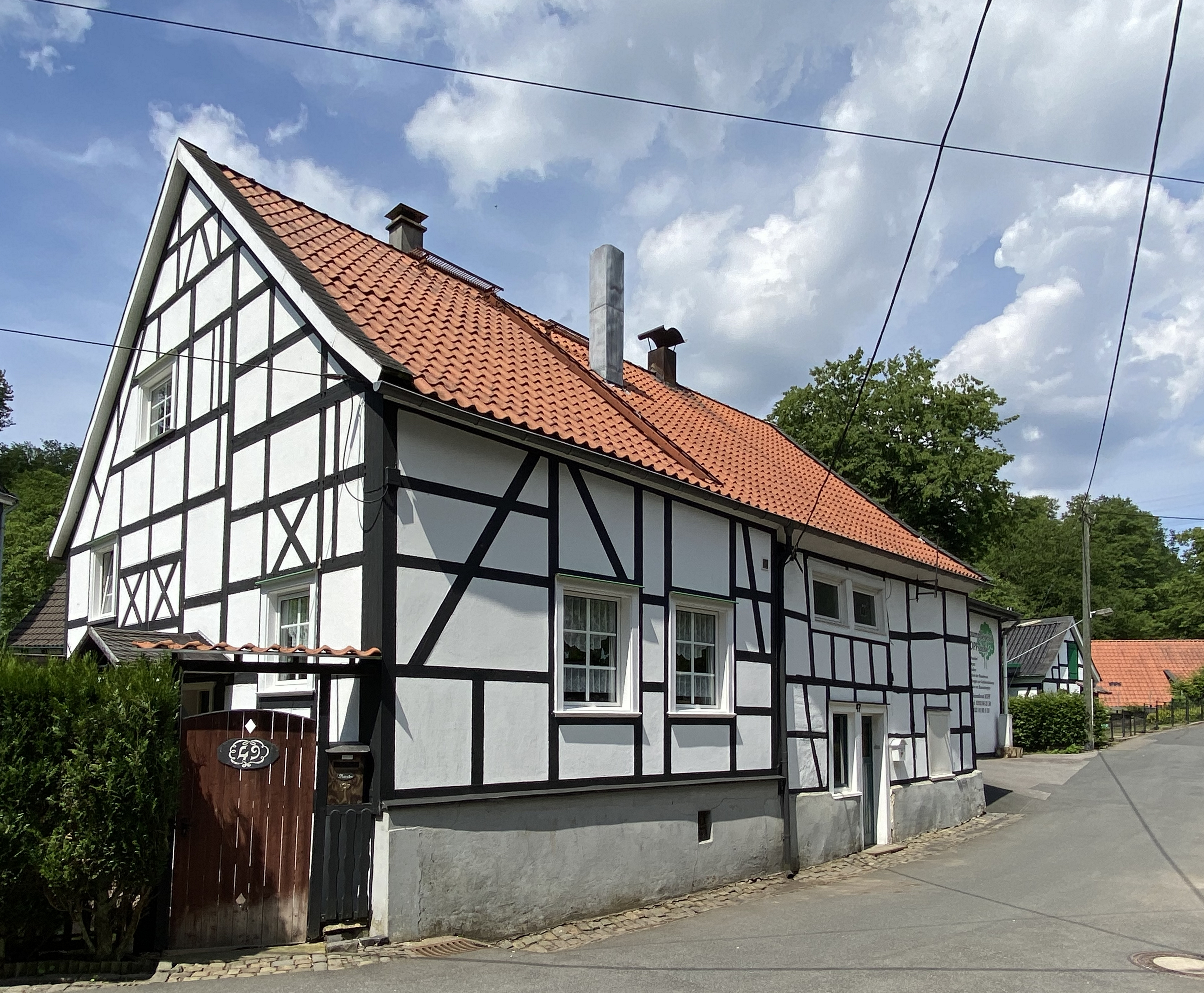
Baudenkmal Clemenshammer 47

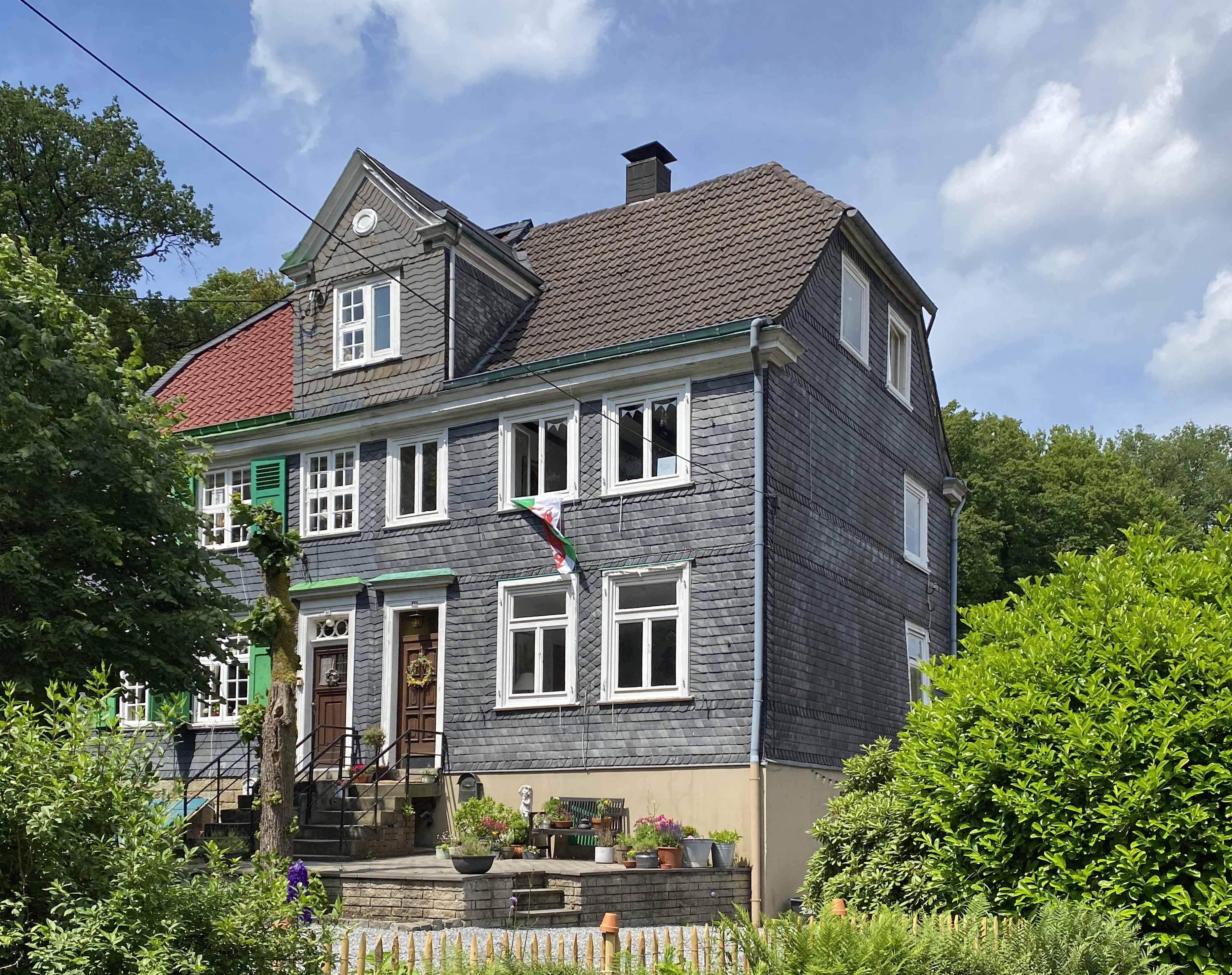
Baudenkmal Doppelhaus Clemenshammer 48/50

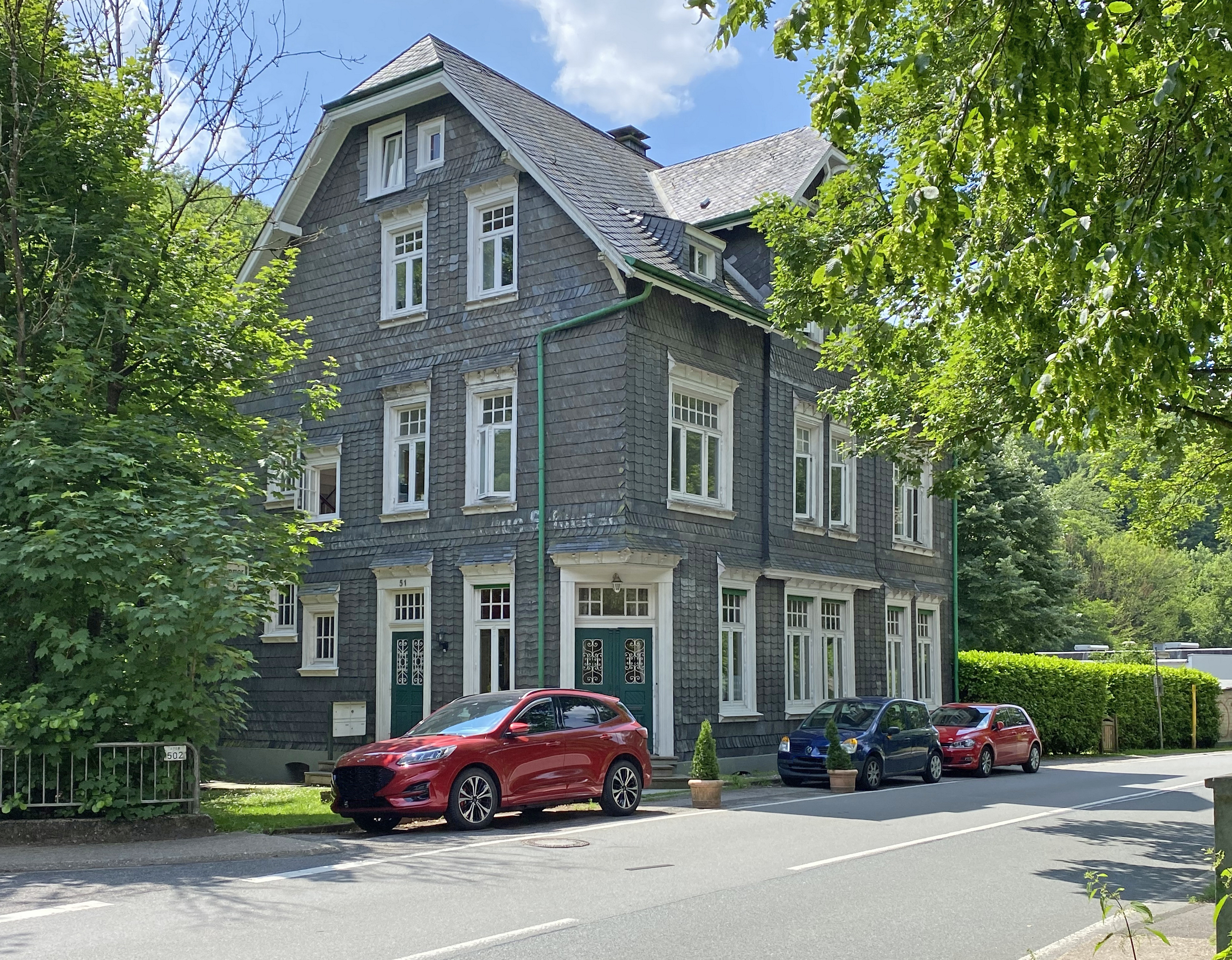
Baudenkmal Clemenshammer 51

## Geschichte und Wirtschaft
Erstmals wurde Clemenshammer im Jahre 1580 erwähnt, als Clemens auf dem Hammer und Friedrich vom Dohr eine Eisenhütte erwarben. Diese muss aber zwangsläufig schon älter als die erste urkundliche Erwähnung sein. 1607 kam ein Schleifkotten hinzu. Im Laufe der Zeit siedelten sich hier aufgrund der günstigen Voraussetzungen (Wasserkraft zum Antrieb der Schmiedehämmer, Blasebälge und Schleifsteine, und der Holz- bzw. Holzkohlevorkommen) mehrere Hammerkotten, Schmiede- und Schleifkotten an.
Es gab hier bis zu vier Hämmer: Den Bollenhammer, den Rottsiepershammer, den Schliepershammer und den Steffenshammer, der als einziger noch voll funktionsfähig erhalten ist und als Außenstelle des Deutschen Werkzeugmuseums-Historisches Zentrums an einigen Samstagen besichtigt werden kann.
Im Jahre 1902 erwarb der Hammerschmied und Pächter des Bollenhammers Ferdinand Flüs für 18.000 Goldmark eine schiffsähnliche Wasserrutsche und eröffnete am 31. Mai 1903 das Gartenrestaurant Flüs. Die Wasserrutsche, die das starke Gefälle von der heutigen Kratzberger Straße in den Hammerteich nutzte, entwickelte sich zu einer der größten Attraktionen des Bergischen Landes. Der Strom für die elektrische Winde, die die Rutsche den Hang hinauf zog, wurde mittels eines Generators gewonnen, der an dem Wasserrad des Bollenhammers angeflanscht war. Bis zum Einbau eines Spritzschutzes und einer Überdachung mit Segeltuch war die Fahrt mit der Rutsche mit der vollkommenen Durchnässung der Fahrgäste verbunden, was die Attraktivität zunächst etwas schmälerte.
Die Konkurrenz ließ nicht lange auf sich warten; die Gastwirtschaft Schlieper eröffnete kurz darauf gegenüber auf der Cronenberger Seite und richtete Terrassenplätze mit Blick auf die Flüs'sche Wasserrutsche an, was zu einem handfesten Kleinkrieg zwischen beiden frischen Wirten führte. Meterhohe Bretterzäune versperrten bald den Blick.
Nach zehn Jahren verpachtete Flüs sein Lokal und der Nachfolger ersann eine neue Attraktion: Eine Holzrodelbahn. Nach nur zwei Wochen erklärte die Polizei die Anlage als „lebensgefährlich“ und ließ sie schließen. Damit war der neue Pächter pleite und verließ das Tal. Das Gartenrestaurant wurde 1921/22 von der Familie Lohmann gekauft und noch bis 1952 betrieben, der Teich wurde in den 1940er Jahren zugeschüttet.
Im Zweiten Weltkrieg wurden 120 Ostarbeiter in den zum Bollenhammer gehörenden Gebäuden untergebracht.
Es gibt immer noch einige sich meistens im Familienbesitz befindliche Betriebe der Metallverarbeitung, insbesondere im Bereich der Werkzeug-, Beschläge- und Kleineisenindustrie.

## Verkehr
Durch das Morsbachtal verläuft die Morsbachtalstraße (heute L 216).
Am 16. November 1891 erhielten die Ortschaften im Morsbachtal Anschluss an die Ronsdorf-Müngstener Eisenbahn. Die Meterspurbahn, die 1903 elektrifiziert wurde, diente in erster Linie dem Transport der von den Betrieben benötigten Rohstoffe und der hergestellten Güter. Im Personenverkehr spielte sie mit Ausnahme des Ausflugsverkehrs keine nennenswerte Rolle.
Clemenshammer besaß keine eigene Haltestelle. Der nächste Bahnhof befand sich nur wenige hundert Meter westlich bei der Ortschaft Gerstau, eine weitere Haltestelle lag östlich bei Platz. Am 26. November 1954 wurde der Abschnitt Morsbach – Gründerhammer der Bahnlinie, der auch durch Clemenshammer führte, stillgelegt.
Heute ist die Honschaft mit dem ÖPNV am günstigsten über die Bushaltestelle Gerstau (Linie 615) sowie durch einen gelegentlich verkehrenden Bürgerbus zu erreichen. Des Weiteren verkehren zur Haltestelle "Clemenshammer" zweimal täglich die Linie 680 nach Hasten sowie stündlich ein AnrufSammelTaxi nach Morsbach.
Im Ort gibt es einige Wanderparkplätze am Eingang zum Industrie-Geschichtspfad Historisches Gelpetal.